# Anur, Byadgi
Anur là một làng thuộc tehsil Byadgi, huyện Haveri, bang Karnataka, Ấn Độ.